# Adrian Ioan Sălăgeanu
Adrian Ioan Sălăgeanu (Carei, Satu Mare, 9 de abril de 1983) es un futbolista rumano. Se puede desempeñar tanto en posición de lateral izquierdo como de centrocampista izquierdo. Actualmente juega en el Fotbal Club Vaslui que milita en la Liga I. 

## Selección nacional
Ha sido internacional con la Selección de fútbol de Rumania en una ocasión en un partido amistoso celebrado en Nicosia el 9 de febrero de 2011 contra la Selección de fútbol de Chipre. Ese encuentro finalizó con empate a uno ganando los rumanos en la tanda de penaltis.

## Clubes
| Club                 | País     | Temporadas |
| -------------------- | -------- | ---------- |
| FC Olimpia Satu Mare | Rumania  | 2001-2004  |
| Gloria Bistriţa      | Rumania  | 2005-2006  |
| CS Mioveni           | Rumania  | 2006       |
| Someşul Satu Mare    | Rumania  | 2006-2007  |
| FC Oțelul Galați     | Rumania  | 2008-2012  |
| FC Vaslui            | Rumania  | 2012-2014  |
| ASA Târgu Mureș      | Rumania  | 2014       |
| FC Olimpia Satu Mare | Rumania  | 2015-2016  |
| SV Moosbach          | Alemania | 2016-2017  |
| Oțelul Galați        | Rumania  | 2017-      |

## Palmarés

### Campeonatos nacionales
| Título               | Club             | País    | Año     |
| -------------------- | ---------------- | ------- | ------- |
| Liga I               | FC Oțelul Galați | Rumania | 2010/11 |
| Supercopa de Rumanía | FC Oțelul Galați | Rumania | 2011    |